# معركة الضالع (1965)
وقعت معركة الضالع في مارس 1965 أثناء ثورة 14 أكتوبر.  
في ليلة 12 أبريل، تعرض سرب المظلات 300 المكون من فوج 131 مهندسي مظلات (الجيش الإقليمي) لهجوم من قبل مسلحين أثناء العمل مع السرب 24 ميداني في بناء طريق الضالع في الملاح بالقرب من الحدود مع اليمن الشمالي. قُتل رقيب السرب الرائد جون لونيرجان من سرب 300 وسيرجنت أتفيلد، الرقيب من السرب الميداني 24، خلال العملية ودُفنا في مقبرة، تقع الآن داخل جمهورية اليمن. 

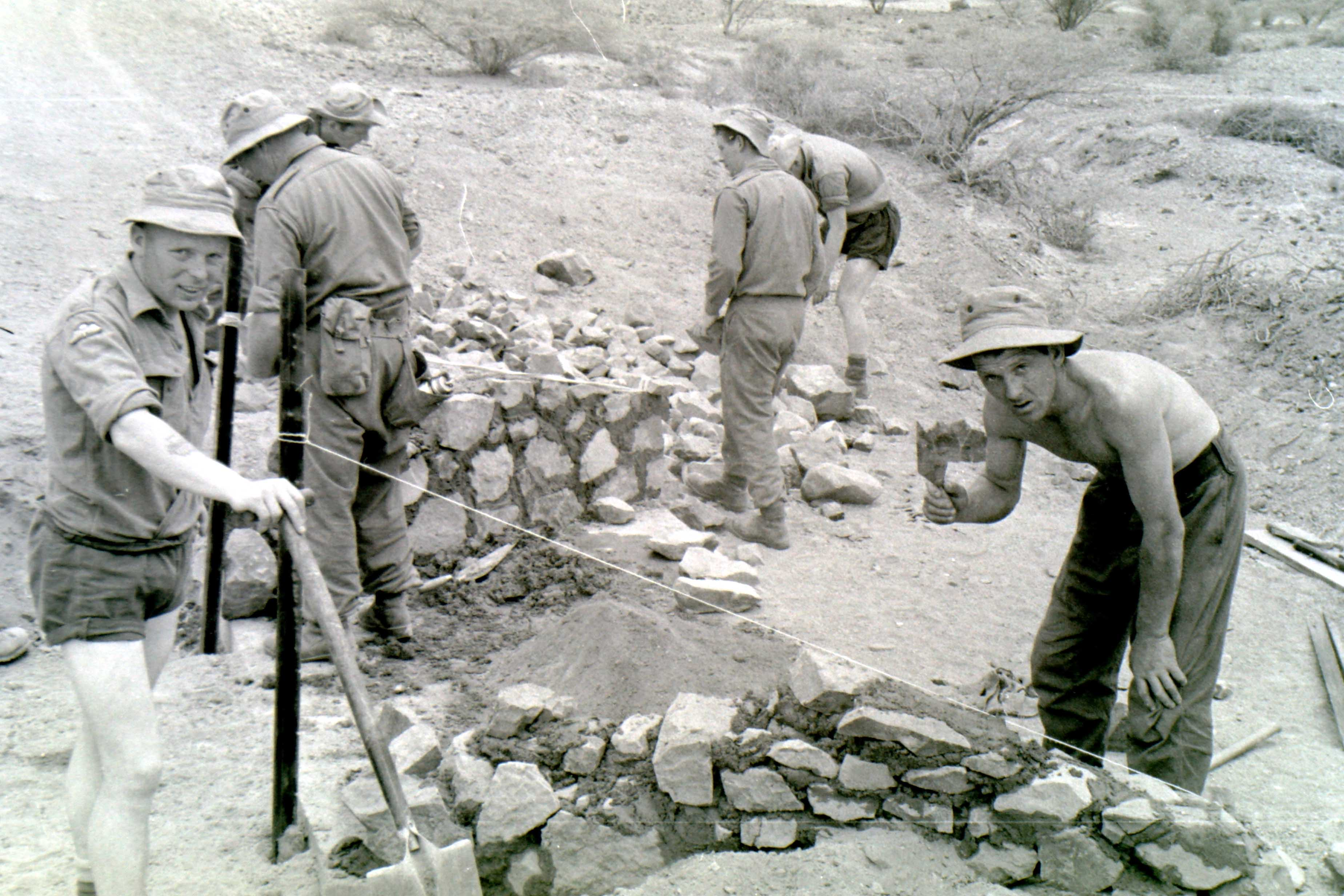
أعمال بناء على طريق الضالع من قبل خبراء الجيش الإقليمي لفوج 131 من مهندسي المظلات

## روابط خارجية
- فيلم على Coldstream Guards في Colonial FIlm